# 한상호
한상호(韓相鎬)는 제6대 법원도서관장을 역임한 서울대학교 법학전문대학원 겸임교수인 법조인이다.

## 생애
1950년 태어난 한상호는 1972년 서울대학교 법학과를 졸업하고 1974년 제16회 사법시험에서 합격해 제6기 사법연수원과 공군 법무관을 마치고 1979년 서울가정법원 판사에 임용되었다. 판사에 재직 중이던 1981년 서울대학교 대학원에서 법학석사와 1985년 영국 케임브리지대학교 (Diploma in Legal Studies)에서 교육하였다. 2002년 2월에 <독일법상 소유와 자유의 역사에 관하여>(Zur Geschichte von Eigentum und Freiheit im deutschen Recht)라는 논문을 발표하였다. 2006년 6월 5일에 대법관 제청자문위원회(위원장 송상현 한국법학교수회)에 의해 대법관 후보에 추천되었다.

## 경력
- 1979년 ~ 1981년 서울가정법원 판사
- 1981년 ~ 1982년 서울형사지방법원 판사
- 1982년 ~ 1983년 서울민사지방법원 판사
- 1983년 ~ 1986년 대전지방법원 홍성지원 판사
- 1986년 ~ 1987년 서울민사지방법원 판사 겸 대법원 재판연구관
- 1987년 ~ 1990년 서울고등법원 판사 겸 대법원 재판연구관
- 1990년 ~ 1991년 서울고등법원 판사 겸 법원행정처 기획담당관
- 1991년 ~ 1993년 춘천지방법원 부장판사
- 1993년 사법연수원 교수
- 1993년 ~ 1995년 서울지방법원 부장판사 겸 법원행정처 조사국장
- 1995년 ~ 1996년 법원도서관장
- 1996년 ~ 1997년 서울지방법원 부장판사
- 1997년 ~ 1998년 서울지방법원 의정부지원장
- 1998년 ~ 현재 김앤장 법률사무소
- 1999년 ~ 2000년 법무부 법무자문위원
- 2000년 ~ 현재 대한상사중재원 중재인
- 2005년 ~ 2007년 검찰정책자문위원
- 2004년 ~ 2006년 대한변호사협회 기획이사
- 2012년 ~ 2014년 행정협의 조정위원회 위원
- 2014년 ~ 현재 행정협의 조정위원회 위원장

## 저서
- 1981년 현행 소년보호제도의 문제점 및 개선방안
- 1985년 Recognition and Enforcement of Foreign Judgment)
- 1992년 민법주해 (공저, 박영사)
- 1995년 Sentencing Juvenile Offenders in Korea
- 2011년 ~ 2013년 The International Comparative Legal Guide to Product Liability 2011-2013: "Korea" chapter (공저, Global Legal Group)
- 점박이 한반도의 공룡